# Стратем (Нью-Гемпшир)
Стратем (англ. Stratham) — місто (англ. town) в США, в окрузі Рокінґгем штату Нью-Гемпшир. Населення — 7669 осіб (2020).

## Демографія
Згідно з переписом 2010 року, у місті мешкало 7255 осіб у 2746 домогосподарствах у складі 2045 родин. Було 2864 помешкання
Расовий склад населення:
| - 96,4 % — білих - 1,9 % — азіатів - 0,2 % — чорних або афроамериканців - 0,1 % — вихідців з тихоокеанських островів - 0,1 % — корінних американців |

До двох чи більше рас належало 1,2 %. Частка іспаномовних становила 1,3 % від усіх жителів.
За віковим діапазоном населення розподілялося таким чином: 26,4 % — особи молодші 18 років, 62,0 % — особи у віці 18—64 років, 11,6 % — особи у віці 65 років та старші. Медіана віку мешканця становила 43,3 року. На 100 осіб жіночої статі у місті припадало 95,0 чоловіків;  на 100 жінок у віці від 18 років та старших — 91,4 чоловіків також старших 18 років.
Середній дохід на одне домашнє господарство  становив 143 969 доларів США (медіана — 107 297), а середній дохід на одну сім'ю — 167 402 долари (медіана — 136 932). Медіана доходів становила 108 056 доларів для чоловіків та 54 719 доларів для жінок. За межею бідності перебувало 0,7 % осіб, у тому числі 0,0 % дітей у віці до 18 років та 0,0 % осіб у віці 65 років та старших.
Цивільне працевлаштоване населення становило 3794 особи. Основні галузі зайнятості: освіта, охорона здоров'я та соціальна допомога — 23,3 %, науковці, спеціалісти, менеджери — 17,0 %, виробництво — 12,7 %, фінанси, страхування та нерухомість — 10,3 %.